# Phryno incisus
Phryno incisus là một loài ruồi trong họ Tachinidae.